# سرافراز بوگتی
سرفراز بوگتی ( اردو ، بلوچی : میر سرفراز بگتی ) یک سیاستمدار بلوچ پاکستانی است که در حال حاضر از مارس 2024 به عنوان وزیر ارشد بلوچستان خدمت می کند . او به حزب مردم پاکستان تعلق دارد . بوگتی قبل از سمت فعلی خود به عنوان وزیر مسکن و امور قبیله ای بلوچستان خدمت کرده است .  بوگتی همچنین از مارس 2015 تا مارس 2021 به عنوان سناتور پاکستان خدمت کرد. 

## زندگینامه
سرفراز بوگتی در سال ۱۹۸۰ در روستای دره بوگتی در بلوچستان پاکستان به دنیا آمد . 
پدرش میر غلام قادر ماسوری بوگتی یکی از بزرگان قبیله ای از طایفه فرعی ماسوری از قبیله بوگتی بود که قبل از عضویت در حزب مردم پاکستان (PPP) از اعضای مجلس شورا ژنرال ضیاء بود . میر غلام به فعال بودن علیه نظام سرداری یا نئوفئودالی بلوچستان و رقیب سیاسی نواب اکبر بوگتی معروف بود . 
برادرش جان محمد بوگتی نیز به عنوان نامزد حزب مردمی فعال سیاسی بوده است. 
سرفراز تحصیلات اولیه خود را در کالج لارنس، موری قبل از ثبت نام در دانشگاه قائد اعظم اسلام آباد برای تحصیل در مطالعات دفاعی و استراتژیک (DSS) به پایان رساند، اما زمانی که پدرش توسط پرویز مشرف زندانی شد، مجبور شد تحصیلات عالی خود را قطع کند . 
سرفراز در سال 2007 هنگامی که برای نظارت بر مقدمات انتخابات آتی به روستای خود رسید، دستگیر شد و بعداً تحت اتهامات حفظ نظم عمومی زندانی شد و جان محمد بوگتی در زمانی که برای تشکیل پرونده نامزدی خود به آنجا رفته بود توسط آژانس های امنیتی از دفتر کمیسیون انتخابات در دره بوگتی ربوده شد. 
او بعداً سعی کرد به ارتش پاکستان بپیوندد و در امتحانات هیئت انتخاب بین خدماتی (ISSB) شرکت کند
وی در سال 2013 با کسب 10013 رأی در انتخابات مجلس استانی از حوزه PB-24 به عنوان نماینده جامعه بلوچ از دره بوگتی با اکثریت قاطع به عنوان نامزد مستقل پیروز شد و پس از انتخابات به PML (N) پیوست . 
سرفراز در 14 اکتبر 2013 وزیر امور قبیله ای بلوچستان شد.
سیاست ملی به عنوان وزیر کشور موقت
او در آگوست 2023 به عنوان وزیر کشور موقت این کشور مسئولیت را بر عهده گرفت. یکی از اولین تصمیمات او درخواست آزادی فعالان جنبش پشتون تهافذ (PTM) بود. در 15 دسامبر 2023، وی از این سمت استعفا داد تا در انتخابات عمومی پاکستان در سال 2024 شرکت کند .  در دسامبر 2023، بوگتی به حزب مردم پاکستان پیوست .
در سال 2024، بوگتی بدون مخالفت به عنوان وزیر ارشد بلوچستان انتخاب شد . این پس از پیوستن او به حزب مردم پاکستان (PPP) رخ داد. او همچنین از حمایت مسلمانان لیگ پاکستان (N) (PMLN) برخوردار شد. آصف علی زرداری ، رئیس مشترک حزب مردم، نامزدی وی برای این سمت را اعلام کرد . بوگتی طرح جامعی از حدود شصت اقدام را با هدف تقویت حکمرانی ترسیم کرد. او از وزرا خواست تا فعالانه با ادارات مربوطه خود تعامل داشته باشند، از ارائه خدمات موثر و پاسخگویی اطمینان حاصل کنند. برای ارزیابی پیشرفت، شاخص های کلیدی عملکرد (KPI) برای ارزیابی عملکرد بخش ایجاد می شود. 